# بانغري
بانغري (بالإنجليزية: Bangre)‏ هي مدينة من مدن نيبال. يبلغ عدد سكانها 1776 نسمة وذلك حسب إحصائيات سنة 1991.